# 1847 au Bas-Canada
Cet article traite des événements survenus en 1847 au Canada-Est. 

## Événements

### Janvier
- 30 janvier : James Bruce (8e comte d'Elgin) devient le nouveau gouverneur du Canada-Uni[1].

### Mai
- 29 mai : Denis-Benjamin Papineau forme un nouveau gouvernement avec Henry Sherwood[1].

### Décembre
- 6 décembre : Déclenchement des élections. Les « brefs » d'élections sont retournés le 24 janvier suivant.